# Onthophagus ohbayashii
Onthophagus ohbayashii är en skalbaggsart som beskrevs av Shuhei Nomura 1939. Onthophagus ohbayashii ingår i släktet Onthophagus och familjen bladhorningar. Inga underarter finns listade i Catalogue of Life.